# Indicoblemma
Indicoblemma là một chi nhện trong họ Tetrablemmidae.